# 史蒂芬·寇瓦謝維契
史蒂芬·寇瓦謝維契（英語：Stephen Kovacevich，1940年12月17日—），美國鋼琴家，指挥家。他演奏的贝多芬、巴托克和舒伯特受到好评，并以其专业的技巧、清晰的演奏及合理的诠释而闻名。

## 生平
史蒂芬·寇瓦謝維契出生於加利福尼亚州圣佩德罗，父亲是克罗地亚人，母亲是美国人。其母再婚时，他改名为斯蒂芬·毕晓普（Stephen Bishop），他早年演出时便是用此名。后因易与同名歌手斯蒂芬·毕晓普混淆，便以斯蒂芬·毕晓普-科瓦谢维奇（Stephen Bishop-Kovacevich）之名演出，再之后又简化为斯蒂芬·科瓦谢维奇。
11岁时演奏让‧弗朗赛的协奏曲首次亮相，同年举办独奏会，14岁时与旧金山交响乐团演出拉威尔和舒曼的钢琴协奏曲。1959年移居伦敦，跟随迈拉·赫斯学习，之后便一直住在伦敦，目前住在汉普斯特德区。1961年，在威格莫尔音乐厅进行欧洲首演，因对贝多芬《迪亚贝利变奏曲》的出色演奏而引起轰动，同场还演奏了贝尔格的钢琴奏鸣曲、三首巴赫的前奏曲与赋格。1967年在纽约演出后，他开始在全世界范围内广泛演出。
科瓦谢维奇常演出室内乐，他的室内乐合作伙伴包括杜·普蕾、玛塔·阿格里奇、史蒂芬·伊瑟利斯、奈吉爾·甘迺迪、林恩·哈瑞爾、張永宙、葛替耶爾·卡普頌、雷诺·卡普颂以及艾曼紐·帕胡德。
1984年，科瓦谢维奇开始其指挥生涯，先后与澳大利亚室内乐团及爱尔兰室内乐团合作。
科瓦谢维奇多年来一直在达丁顿国际暑期学校举行大师班及独奏会。

## 作品節選

### 商業錄音
科瓦谢维奇先后与Philips和EMI两家唱片公司有过长期的合作。2015年，Decca限量发行了他在Philips时期共25张CD的录音全集。以下是他歷來具代表性的錄音作品：
- (CD). 20世紀偉大鋼琴家（英语：Great Pianists of the 20th Century） 60. Philips Classics. 1998. 456 877-2.
- (CD). 20世紀偉大鋼琴家 61. Philips Classics. 1999. 456 880-2.

## 個人生活

### 家庭
1961年，科瓦谢维奇与英国小说家及心理治疗师伯纳丁·毕晓普结婚，于1967年离婚，他们有两个儿子：马特·毕晓普（Matt Bishop）和福夫·毕晓普（Foff Bishop）。
寇瓦謝維契是瑪塔·阿格麗希的第三任丈夫，他们于1974年结婚，他们的女兒史蒂芬妮·阿格麗希（Stéphanie Argerich）是專業攝影師。

## 外部連結
- YouTube上的David Dubal interview with Stephen Kovacevich, WNCN-FM, May 6, 1983
- 史蒂芬·寇瓦謝維契的Discogs页面（英文）